# Piton Carré
Pour les articles homonymes, voir Piton Carré (La Réunion) et Piton (homonymie).
Le piton Carré est un sommet des Pyrénées dans le massif du Vignemale. C'est le septième plus haut sommet de ce massif avec 3 197 m, faisant partie des 3000 pyrénéens. C'est également le second plus haut sommet pyrénéen uniquement français, après la pointe Chausenque.

## Géographie
Il est situé dans le département des Hautes-Pyrénées en région Occitanie, dans le parc national des Pyrénées, près de Cauterets et de Gavarnie-Gèdre.

## Voies d'accès

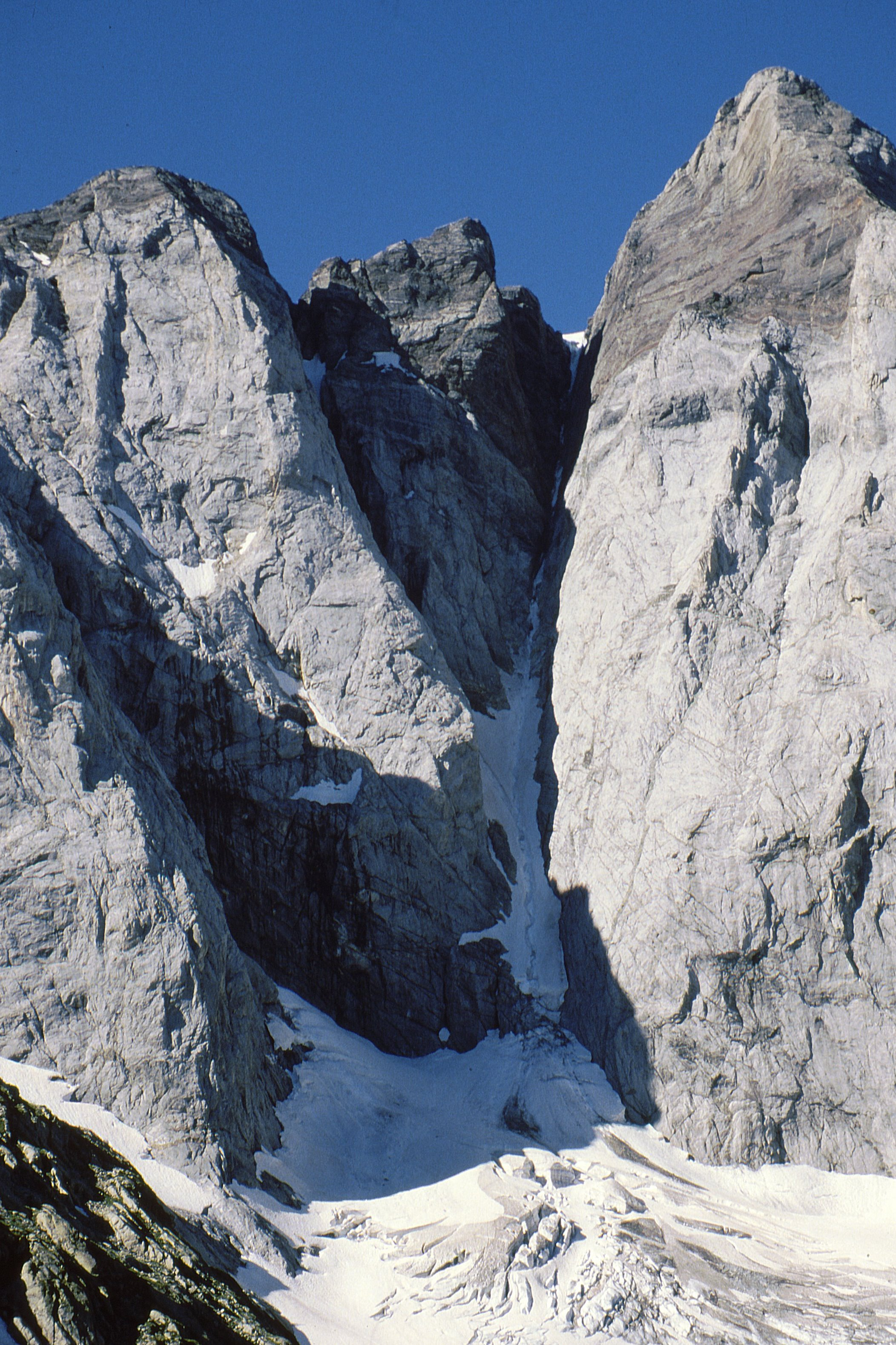
Vue depuis la vallée de Gaube, piton Carré au milieu.

On y accède soit par la vallée de Gaube, au-delà de Cauterets, soit par la vallée d'Ossoue.